# Markku Ounaskari

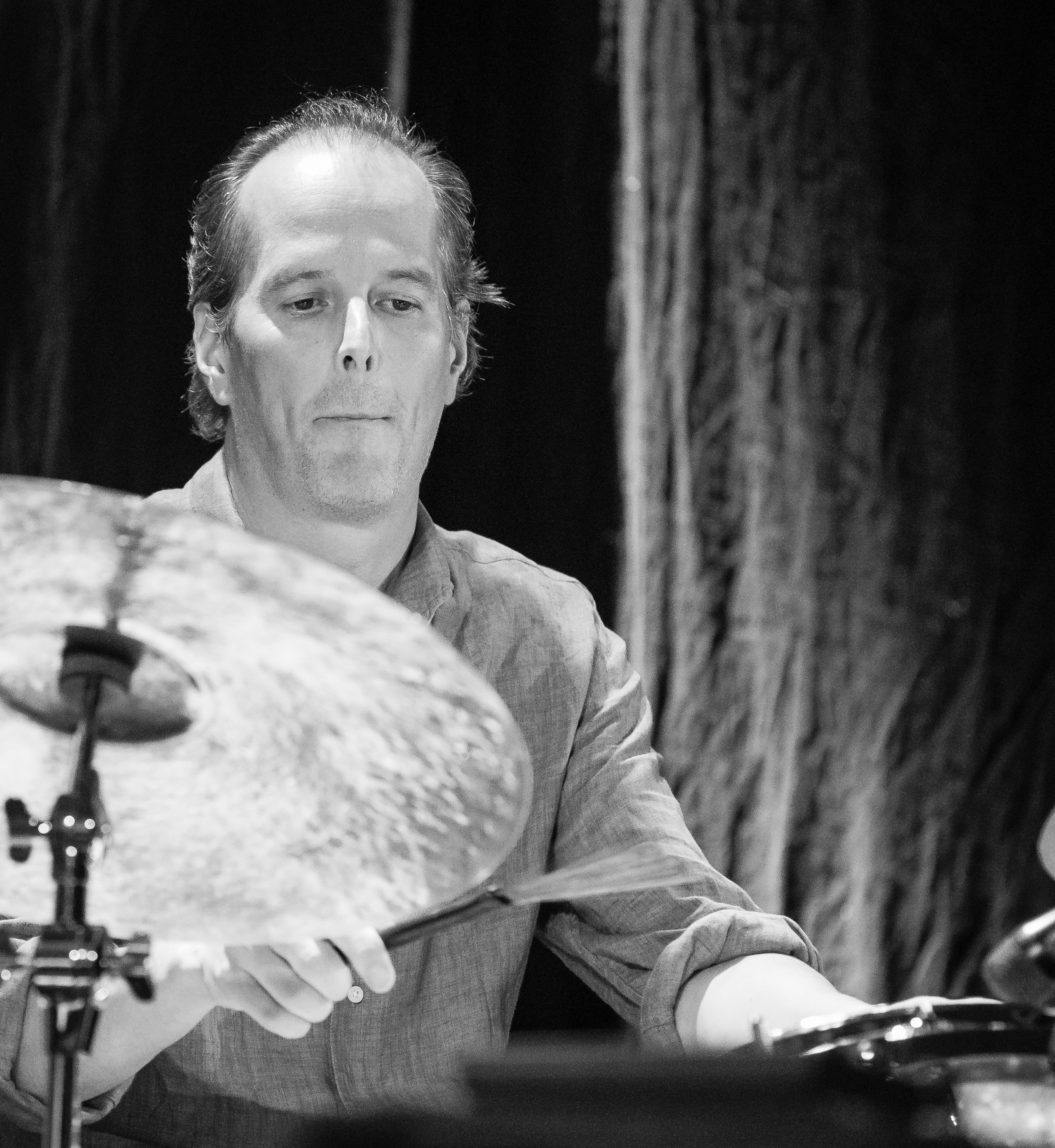
Markku Ounaskari (Jazz på Jølst 2019)

Markku Ounaskari (* 27. September 1967) ist ein finnischer Jazz- und Fusionmusiker (Schlagzeug).

## Leben und Wirken
Ounaskari studierte zunächst Schlagzeug am Pop- und Jazz-Konservatorium in Oulunkylä und ab 1987 an der Jazzabteilung der Sibelius-Akademie.
Während seines Studiums begann Ounaskari bereits seine professionelle Karriere als Mitglied von zwei legendären finnischen Gruppen, Piirpauke (Algazara 1987 und Zerenade 1989) und der Pekka Pohjola Group (Changing Waters 1998). Anfang der 1990er Jahre tourte er in Europa, Asien und Amerika mit dem Pianisten Jarmo Savolainen, zu dessen Bands er gehörte und mit dem auch mehrere Alben entstanden (John's Song 1996, Another Story 1997, Times Like These 2002, Grand Style 2004 und Songs for Trio 2006). Ounaskari hat überdies mit Seppo Kantonen, dem Kari Heinilä Ensemble, Mika Mylläri, Iro Haarla/Ulf Krokfors und vielen weiteren finnischen Jazzgrößen gespielt.
Ab 1999 gehörte Ounaskari zunehmend zu internationalen Projekten, etwa von Eric Vloeimans, Andre Fernandes, Sinikka Langeland, Fredrik Nordström & Niklas Winter, Filip Augustson, Walter Beltrami, Stevko Buschs Fugara, Tomasz Stańko, Trygve Seim, Metropole Orkest. Er arbeitete regelmäßig mit Künstlern wie Fausto Beccalossi, Arve Henriksen, Nils Petter Molvaer, Trygve Seim, Markus Stockhausen, Tore Brunborg und Mats Eilertsen zusammen. Weiterhin ist er mit Ray Anderson, Furio Di Castri, Marc Ducret, Tim Hagans, Ed Jones, Lee Konitz, Nguyên Lê, Rick Margitza, Judy Niemack und Kenny Wheeler aufgetreten.
2009 gründete Ounaskari mit dem norwegischen Trompeter Per Jørgensen und dem finnischen Pianisten Samuli Mikkonen die Gruppe Kuara, die 2010 ein Album mit karelischen Liedern und, ihnen gegenübergestellt, orthodoxen Psalmen bei ECM Records vorlegte. Es folgten die Alben Aleatoric (mit Aki Rissanen und Robin Verheyen) und Years (2014, mit Kari Heinilä, Lena Willemark und Anders Jormin), beide auf Edition. Mit Kristjan Randalu und Ben Monder legte er 2018 das Album Absence vor. Im Trio mit dem estnischen Gitarristen Jaak Sooäär und dem Bassisten Ara Yaralyan veröffentlichte er zwei Alben. Er ist auch auf Alben von Otto Donner, Iro Haarla und Raoul Björkenheim zu hören. Tom Lord verzeichnet zwischen 1988 und 2018 44 Aufnahmen im Bereich des Jazz.

## Preise und Auszeichnungen
Das Album des kollaborativen Trios Kuara, Psalms and Folk Songs, erhielt die Emma für die beste finnische Jazzaufnahme des Jahres 2010. 2014 erhielt Ounaskari den Yrjö-Preis, den renommiertesten Jazzpreis in Finnland.